# تروي ميلز
تروي ميلز (بالإنجليزية: Troy Mills)‏ هو لاعب كرة القدم الكندية أمريكي، ولد في 7 يناير 1966 في غلينديل في الولايات المتحدة.